# Tierisch was los
Tierisch was los (Originaltitel: Animal Crackers) ist eine kanadische Zeichentrickserie, die zwischen 1997 und 1999 produziert wurde. Die Geschichte basiert auf der Comicstripreihe Im Lande Löwenzahn.

## Handlung
Gnu, Eugene, Lyle, Lana und Dodo leben mit anderen Tieren in einem Reservat. In ihrem Alltag stoßen sie auf viele Herausforderungen und Probleme, die sie zu bewältigen versuchen.

## Produktion und Veröffentlichung
Die Serie wurde von 1997 bis 1999 in Kanada produziert. Dabei sind 3 Staffeln mit 78 Folgen entstanden. Regie führte Louis Piché, und das Drehbuch schrieb Jacques Bouchard. Die Produktion übernahm Cinar Animation Inc.
Die deutsche Erstausstrahlung fand am 21. Dezember 1998 auf KiKA in der Sendung Ferienfieber statt. Weitere Ausstrahlungen erfolgten ebenfalls im ZDF.

## Episodenliste

### Staffel 1
| Nr. | deutscher Titel                    | deutsche Erstausstrahlung |
| 1   | Ein Gnu kommt selten allein        | 21. Dezember 1998         |
| 2   | Seid nett zueinander               | 21. Dezember 1998         |
| 3   | Lang, lang ist’s her               | 22. Dezember 1998         |
| 4   | Hobby gesucht                      | 22. Dezember 1998         |
| 5   | Gefährliches Wort mit T            | 23. Dezember 1998         |
| 6   | Krach am Wasserloch                | 23. Dezember 1998         |
| 7   | Im Sommer-Sonnen-Weideparadies     | 24. Dezember 1998         |
| 8   | Lieb Mütterlein magst ruhig sein … | 24. Dezember 1998         |
| 9   | Nenn mich Mausi!                   | 25. Dezember 1998         |
| 10  | Frühlingsgefühle                   | 25. Dezember 1998         |
| 11  | Dickhäutiges Inferno               | 26. Dezember 1998         |
| 12  | Von Herden und Horden              | 26. Dezember 1998         |
| 13  | Entengeschnatter                   | 28. Dezember 1998         |
| 14  | Die Kassenknüller-Pleite           | 28. Dezember 1998         |
| 15  | Ich pack’ die Koffer               | 29. Dezember 1998         |
| 16  | Liebste Mami                       | 29. Dezember 1998         |
| 17  | Sherlock Dodo                      | 30. Dezember 1998         |
| 18  | Der Geflügel-Geist                 | 30. Dezember 1998         |
| 19  | Blick in die Zukunft               | 1. Januar 1999            |
| 20  | Am Tag, als der Schnee kam         | 1. Januar 1999            |
| 21  | Dschungel-Diät                     | 4. Januar 1999            |
| 22  | Romeo dringend gesucht             | 4. Januar 1999            |
| 23  | Juhu, ein Rendezvous!              | 5. Januar 1999            |
| 24  | Eine haarige Angelegenheit         | 5. Januar 1999            |
| 25  | Kamera ab für Lyle                 | 6. Januar 1999            |
| 26  | Ferien im Reservat                 | 6. Januar 1999            |

### Staffel 2
| Nr. | deutscher Titel                | deutsche Erstausstrahlung |
| 27  | Schlaflos im Dschungel         | 8. Mai 1999               |
| 28  | Kleinanzeigen-Casanova         | 8. Mai 1999               |
| 29  | Die Affen sind los             | 31. Mai 1999              |
| 30  | Der Dschungel-Sheriff          | 31. Mai 1999              |
| 31  | Arche ohne Noah                | 15. Mai 1999              |
| 32  | Lyle im Glück                  | 15. Mai 1999              |
| 33  | Angriff aus dem All            | 22. Mai 1999              |
| 34  | Dodo, der Held                 | 22. Mai 1999              |
| 35  | Auch Stehlen will gelernt sein | 29. Mai 1999              |
| 36  | Nur Fliegen ist schöner        | 29. Mai 1999              |
| 37  | Das verrückte Klassentreffen   | 4. Juni 1999              |
| 38  | Zurück zur Natur               | 4. Juni 1999              |
| 39  | Der große Husten               | 5. Juni 1999              |
| 40  | Ach, du dickes Ei!             | 5. Juni 1999              |
| 41  | Der Lana-Look                  | 8. Juni 1999              |
| 42  | Falsches Vertrauen             | 8. Juni 1999              |
| 43  | Die Überraschungsparty         | 9. Juni 1999              |
| 44  | Kleines Herz ganz groß!        | 9. Juni 1999              |
| 45  | Nur die Guten sind die Besten! | 10. Juni 1999             |
| 46  | Lyle und die blaue Petunie     | 10. Juni 1999             |
| 47  | Die Schöne und der Elefant     | 11. Juni 1999             |
| 48  | Ein Gauner namens Wiesel       | 11. Juni 1999             |
| 49  | Das Horrorskop                 | 14. Juni 1999             |
| 50  | Licht! Kamera! Gnu!            | 14. Juni 1999             |
| 51  | Pleiten, Pech und Pinguine     | 15. Juni 1999             |
| 52  | Der coole Lance                | 15. Juni 1999             |

### Staffel 3
| Nr. | deutscher Titel              | deutsche Erstausstrahlung |
| 53  | Klein, aber oho              | 7. Oktober 2000           |
| 54  | Der französische Lyle        | 7. Oktober 2000           |
| 55  | Alles hängt an Eugene        | 14. Oktober 2000          |
| 56  | Der Zeitungs-Tycoon          | 14. Oktober 2000          |
| 57  | Bei Anruf Phobie             | 21. Oktober 2000          |
| 58  | Der prähistorische Dodo      | 21. Oktober 2000          |
| 59  | Das gigantische Gerücht      | 28. Oktober 2000          |
| 60  | Das Phantom                  | 28. Oktober 2000          |
| 61  | Hausputz im Reservat         | 4. November 2000          |
| 62  | Wer soll das bezahlen?       | 4. November 2000          |
| 63  | Besuch aus dem All           | 11. November 2000         |
| 64  | Sternstunde                  | 11. November 2000         |
| 65  | Vulkan-Wahn                  | 18. November 2000         |
| 66  | Liebe macht blind            | 18. November 2000         |
| 67  | Der Wunschbrunnen            | 25. November 2000         |
| 68  | Post für Eugene              | 25. November 2000         |
| 69  | Flaschenpost                 | 2. Dezember 2000          |
| 70  | Der total verrückte Rekord   | 2. Dezember 2000          |
| 71  | Die Märchenstunde            | 9. Dezember 2000          |
| 72  | Vor dem Kadi                 | 9. Dezember 2000          |
| 73  | Buh!                         | 16. Dezember 2000         |
| 74  | Aus Alt mach Jung!           | 16. Dezember 2000         |
| 75  | Super Gnu                    | 23. Dezember 2000         |
| 76  | Der verwünschte Samstagabend | 23. Dezember 2000         |
| 77  | Goldfieber                   | 30. Dezember 2000         |
| 78  | Enten, nichts als Enten!     | 30. Dezember 2000         |